# Función de Möbius
La función de Möbius μ(n), nombrada así en honor a August Ferdinand Möbius, es una función multiplicativa estudiada en teoría de números y en combinatoria.

## Definición
μ(n) está definida para todos los enteros positivos n y tiene valores en {-1, 0, 1} dependiendo en la factorización de n en sus factores primos. Se define como sigue:
- μ(n) = 1 si n es libre de cuadrados y tiene un número par de factores primos.
- μ(n) = -1 si n es libre de cuadrados y tiene un número impar de factores primos.
- μ(n) = 0 si n es divisible por algún cuadrado.

Una definición equivalente se define haciendo uso de las funciones ω(n) y Ω(n), donde:
- ω(n) obtiene el número de primos distintos que dividen el número.
- Ω(n) obtiene el número de factores primos de n, incluyendo sus multiplicidades. Claramente, ω(n) ≤ Ω(n).

Así, se define la función de Möbius como

{\displaystyle \mu (n)={\begin{cases}(-1)^{\omega (n)}=(-1)^{\Omega (n)}&{\mbox{si }}\;\omega (n)=\Omega (n)\\0&{\mbox{si }}\;\omega (n)<\Omega (n).\end{cases}}}

La definición implica que μ(1) = 1, ya que 1 tiene 0 factores primos distintos, por lo tanto, un número par.

## Representación
La tabla de valores de μ(n) para los veinte primeros números enteros positivos (sucesión A008683 en OEIS) es:
| n    | 1 | 2  | 3  | 4 | 5  | 6 | 7  | 8 | 9 | 10 | 11 | 12 | 13 | 14 | 15 | 16 | 17 | 18 | 19 | 20 |
| ---- | - | -- | -- | - | -- | - | -- | - | - | -- | -- | -- | -- | -- | -- | -- | -- | -- | -- | -- |
| μ(n) | 1 | −1 | −1 | 0 | −1 | 1 | −1 | 0 | 0 | 1  | −1 | 0  | −1 | 1  | 1  | 0  | −1 | 0  | −1 | 0  |

Los 50 primeros valores de la función μ(n), representados en la gráfica siguiente:

## Propiedades y aplicaciones
La función de Möbius es multiplicativa, y tiene gran relevancia en la teoría de las funciones multiplicativas y aritméticas puesto que aparece en la fórmula de inversión de Möbius. La suma sobre todos los divisores positivos de n de la función de Möbius es cero excepto cuando n = 1.

{\displaystyle \sum _{d|n}\mu (d)={\begin{cases}1&{\mbox{ si }}n=1\\0&{\mbox{ si }}n>1.\end{cases}}}

Otras aplicaciones de μ(n) en combinatoria están relacionadas con el uso del teorema de Pólya en grupos combinatorios.

### Teoría de números
En teoría de números, la función de Mertens está emparentada con la función de Möbius, y se define como:

{\displaystyle M(n)=\sum _{1\leq k\leq n}\mu (k)}

para todo número natural n. Esta función está relacionada con las posiciones de los ceros de la función ζ de Euler-Riemann y con la conjetura de Riemann.